# Dionisie
Le Dionisie erano, nell'antica Grecia, celebrazioni dedicate al dio Dioniso, nel corso delle quali venivano messe in scena rappresentazioni teatrali tragiche e comiche. Tali rappresentazioni erano di tipo competitivo: una apposita giuria stabiliva la classifica una volta conclusi gli spettacoli. Altre festività durante le quali si mettevano in scena opere teatrali erano le Lenee.

## Origine
L'istituzione delle Dionisie è generalmente attribuita al tiranno Pisistrato ed è riconducibile agli anni compresi tra il 535 ed il 532 a.C. circa. L'importanza di celebrare questo culto ha radici profonde, da ricercarsi non solo in ambito religioso, ma anche e soprattutto in quello più strettamente culturale e sociopolitico. 

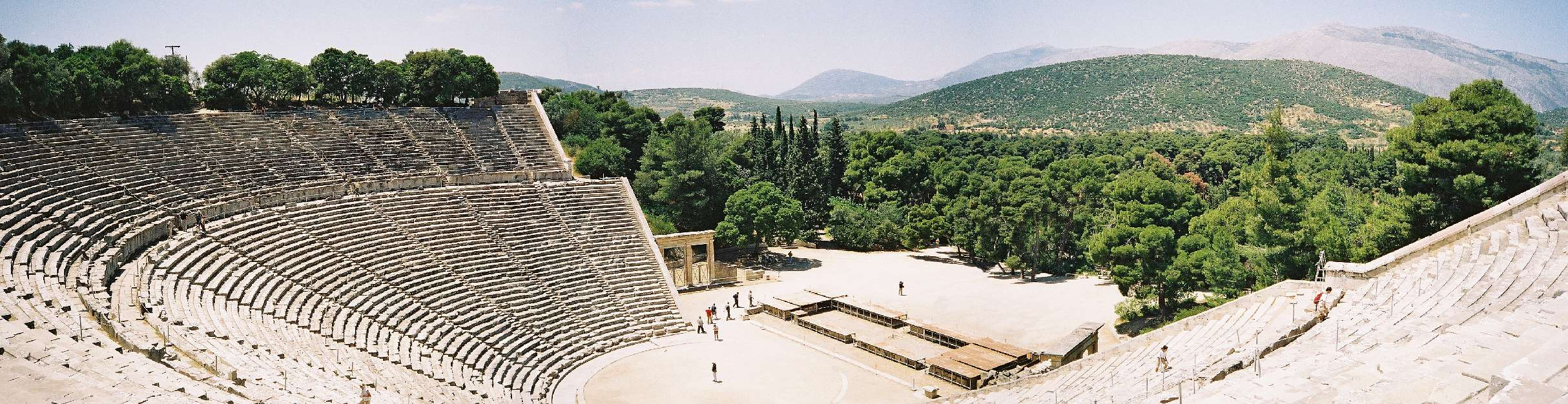
Il teatro di Epidauro

Se, da un lato, il culto di Dioniso era prassi attestata già da diversi secoli, dall'altro vi si legge la necessità di creare un evento di straordinaria e completa partecipazione collettiva, al fine di veicolare e integrare i cittadini al nuovo ordinamento rappresentato dalla tirannide.
Durante le Dionisie, ogni attività della città si fermava e tutti i cittadini erano invitati a collaborare all'evento. Tale era la necessità di coesione sociale che i procedimenti legali venivano interrotti, mentre i reclusi nelle carceri venivano temporaneamente rilasciati per partecipare alle feste.

## Le Dionisie cittadine o Grandi Dionisie

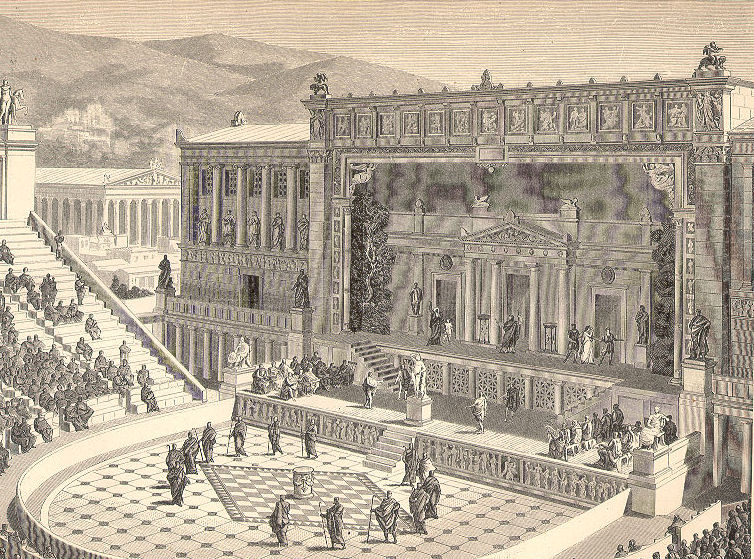
Ipotetica ricostruzione del Teatro di Dioniso ad Atene in epoca imperiale (dall'enciclopedia Pierers Konversationslexikon, 1891)

Le Grandi Dionisie si svolgevano ad Atene tra il 10 e il 14 circa del mese di Elafebolione del calendario attico, corrispondente ai mesi di marzo-aprile del calendario giuliano.
Luogo e periodo non sono certo casuali: in primavera, infatti, le condizioni di navigabilità del mar Egeo erano ottimali, perciò garantivano alla polis la presenza di un numero considerevole di stranieri. Questa particolare condizione di cosmopolitismo permetteva agli Ateniesi sia di mostrare la propria superiorità culturale sia di farne occasione di propaganda politica e militare di fronte alle altre città greche.
All'apertura degli agoni tragici, infatti, dopo una processione di vergini, un araldo presentava agli spettatori gli orfani di guerra che avevano raggiunto l'età efebica: questi ultimi venivano rivestiti di un'armatura, segno di maturità, e prendevano posto in teatro. La vestizione degli efebi era seguita dalla celebrazione della potenza militare di Atene, ma anche dell'istituzione civica stessa, in quanto i giovani orfani erano allevati e vestiti a spese dello Stato. In quell'occasione venivano esposti anche i tributi che ogni anno le città alleate versavano ad Atene, segno anche questo distintivo di un'egemonia della polis sulle altre.
L'organizzazione delle feste era affidata all'arconte eponimo. Questi, appena assunta la carica, provvedeva a scegliere tre dei cittadini più ricchi ai quali affidare la "coregia": nell'Atene democratica i cittadini più abbienti erano tenuti a finanziare servizi pubblici come "liturgia", ossia come tassa speciale; oltre alla coregia, una delle liturgie più importanti era, ad esempio, l'allestimento di una nave per la flotta, la trierarchia.

### Possibile calendario delle feste

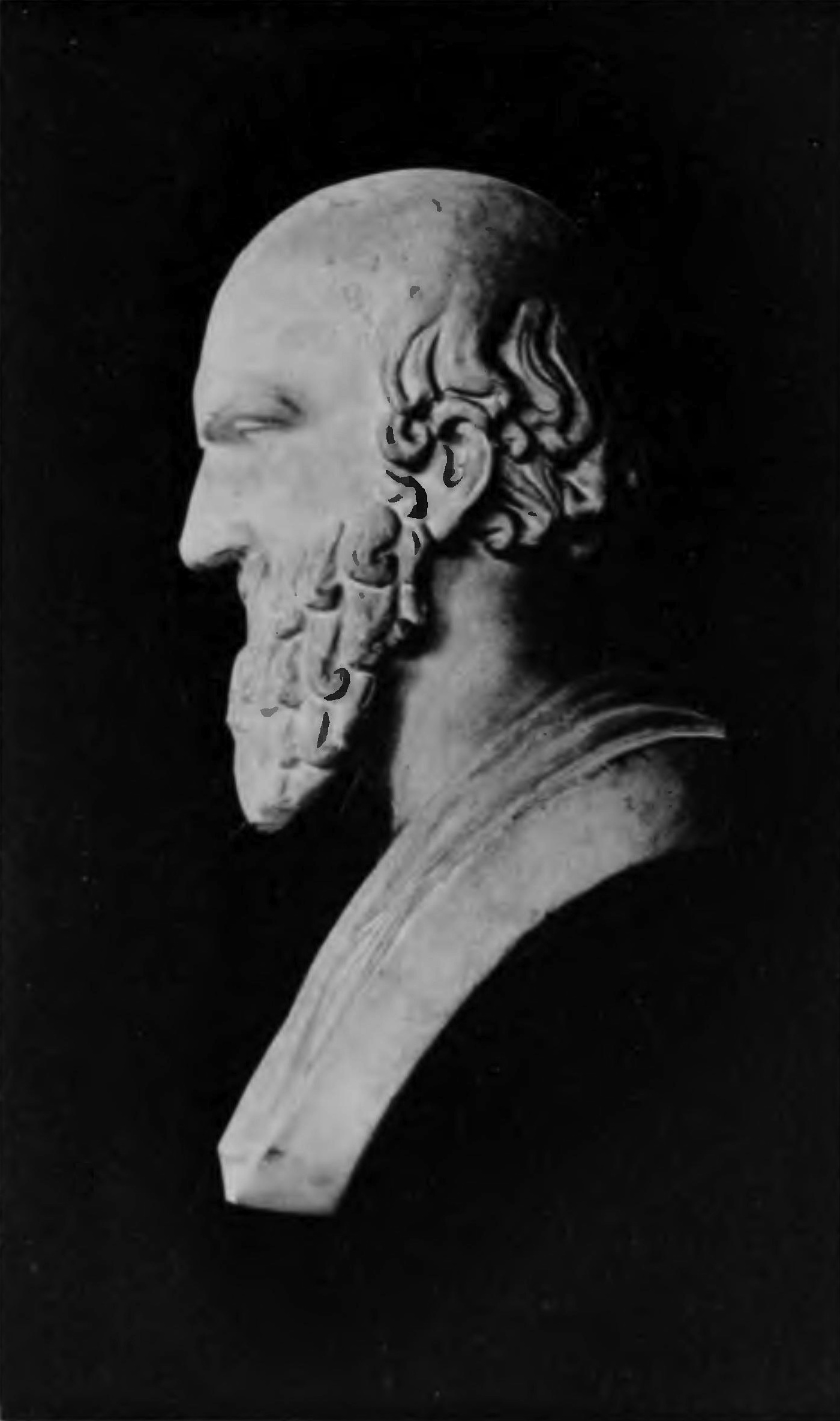
Busto di Eschilo, il primo grande tragediografo greco, dodici volte vincitore alle Grandi Dionisie

Le Dionisie seguivano un calendario predeterminato, di cui non abbiamo però notizie certe: di sicuro lo svolgimento degli agoni e delle liturgie variò nel corso dei secoli, ponendo il dubbio della ricostruzione, da parte dello storico, dello svolgimento degli avvenimenti. Un possibile calendario del V secolo a.C. prevedeva quanto segue.
Il giorno 8 di Elafebolione si svolgeva il proagone, a cui partecipavano in pompa magna gli autori, i coreghi, i musicisti, i coreuti e gli attori, che informavano il pubblico dell'argomento delle tragedie in programma.
Probabilmente il 9 veniva invece fatta una processione nel corso della quale la statua di Dioniso veniva trasportata dal tempio al teatro dopo un percorso specifico. Usuali erano riti sacrificali e offerte votive.
Il giorno 10 iniziava la festa vera e propria: aveva infatti luogo una solenne processione cui partecipavano tutti gli Ateniesi e gli stranieri presenti in città e che culminava con il sacrificio di un toro e con offerte votive a Dioniso. La festa religiosa era intesa come momento di grande coesione sociale.
Nel corso del pomeriggio si svolgevano forse gli agoni ditirambici istituiti nel 508 a.C. La competizione vedeva in gara dieci cori, ciascuno in rappresentanza di una delle dieci tribù in cui l'Attica era divisa.
Probabilmente la stessa notte aveva luogo una sorta di baldoria istituzionalizzata che durava fino a tardi e alla quale il vino, il furore orgiastico e l'euforia non dovevano essere estranei.
L'11 si presentavano in teatro cinque commedie, ridotte poi a tre nel corso della guerra del Peloponneso per via delle condizioni economiche nelle quali Atene versava. La riduzione del numero delle commedie diminuì la durata delle Dionisie di un giorno, perché le tre rappresentazioni furono spostate ciascuna in coda ad una tetralogia, che venivano messe in scena in tre giorni differenti. Gli agoni comici si svolsero a partire dal 486 a.C. circa.
Proprio gli ultimi tre giorni festivi, dal 12 al 14 di Elafebolione, erano dedicati allo svolgimento degli agoni tragici, nel corso dei quali veniva proposta la rappresentazione di una tetralogia per giorno.

## Principali vincitori degli agoni teatrali

### Agoni tragici
- 484 a.C. - Eschilo
- 476 a.C. - Frinico (Le fenicie)
- 472 a.C. - Eschilo (I Persiani)
- 471 a.C. - Polifrasmone
- 468 a.C. - Sofocle (Triptolemus)

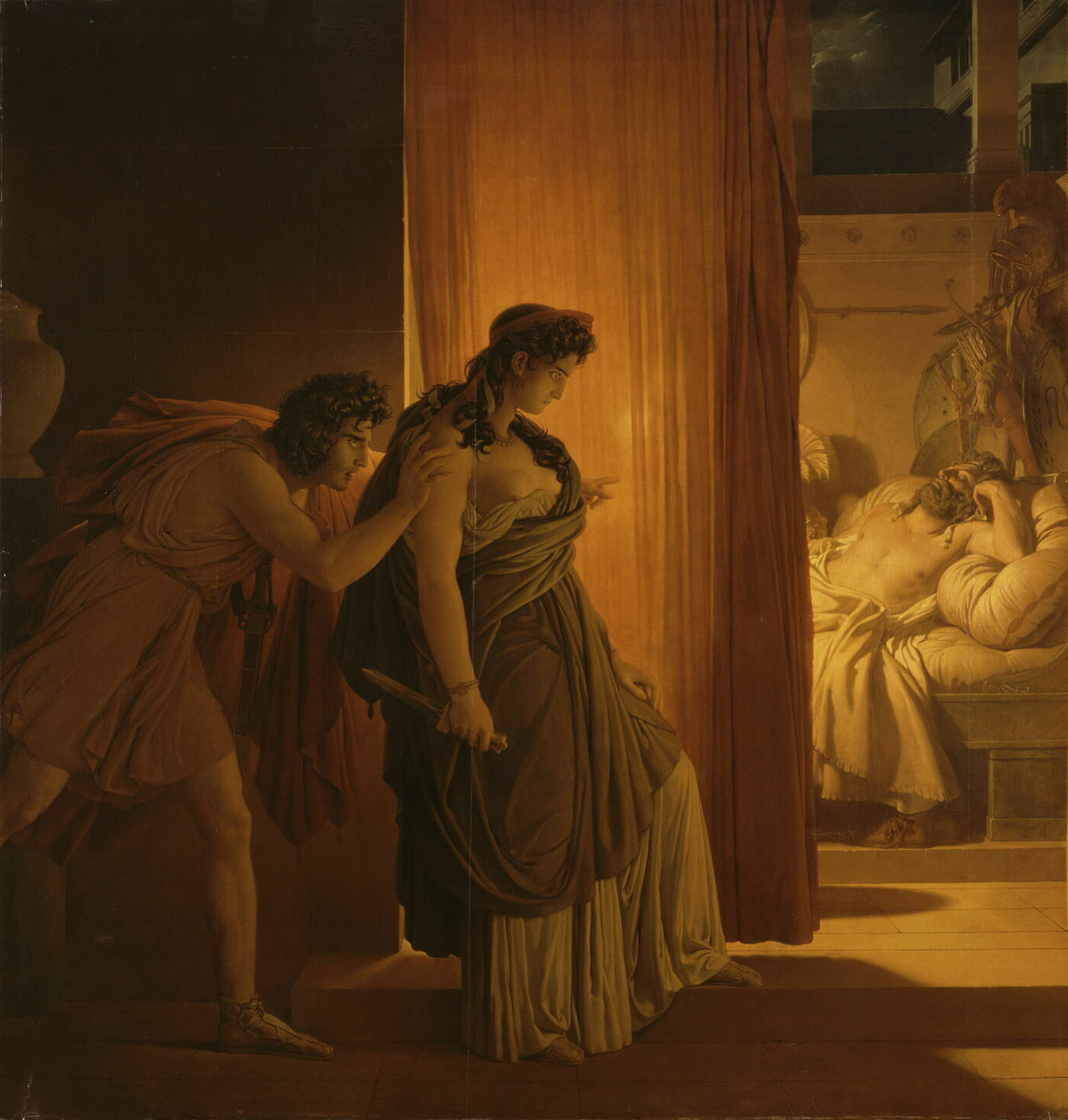
Clitennestra esitante prima di colpire Agamennone, incitata da Egisto (dipinto di P.N.Guérin, 1819)

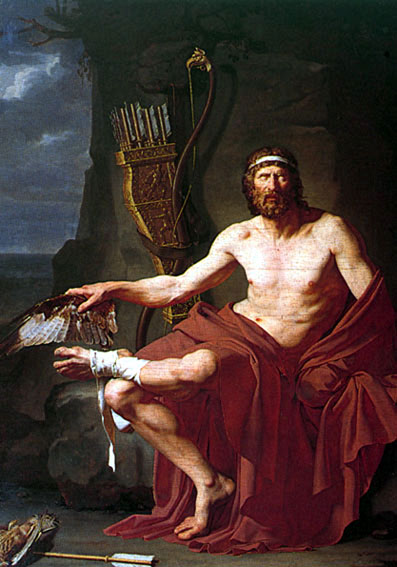
Filottete sull'isola di Lemno, opera di Jean-Germain Drouais, olio su tela, 1788, Chartres, Musée des Beaux-Arts.

- 467 a.C. - Eschilo (I sette contro Tebe)
- 463 a.C. - Eschilo (Le supplici); Sofocle si classificò secondo
- 458 a.C. - Eschilo (Orestea)
- 449 a.C. - Eracleide
- 441 a.C. - Euripide
- 438 a.C. - Sofocle; Euripide si classificò secondo (Alcesti)
- 431 a.C. - Euforione, figlio di Eschilo; Sofocle si classificò secondo; Euripide si classificò terzo (Medea)
- 428 a.C. - Euripide (Ippolito)
- 427 a.C. - Filocle, nipote di Eschilo; Sofocle si classificò secondo
- 415 a.C. - Senocle
- 409 a.C. - Sofocle (Filottete)
- 401 a.C. - Sofocle (Edipo a Colono)
- 372 a.C. - Astidama

### Agoni comici
- 486 a.C. - Chionide
- 472 a.C. - Magnete
- 458 a.C. - Eufonio
- 450 a.C. - Cratete
- 446 a.C. - Callia
- 437 a.C. - Ferecrate
- 435 a.C. - Ermippo

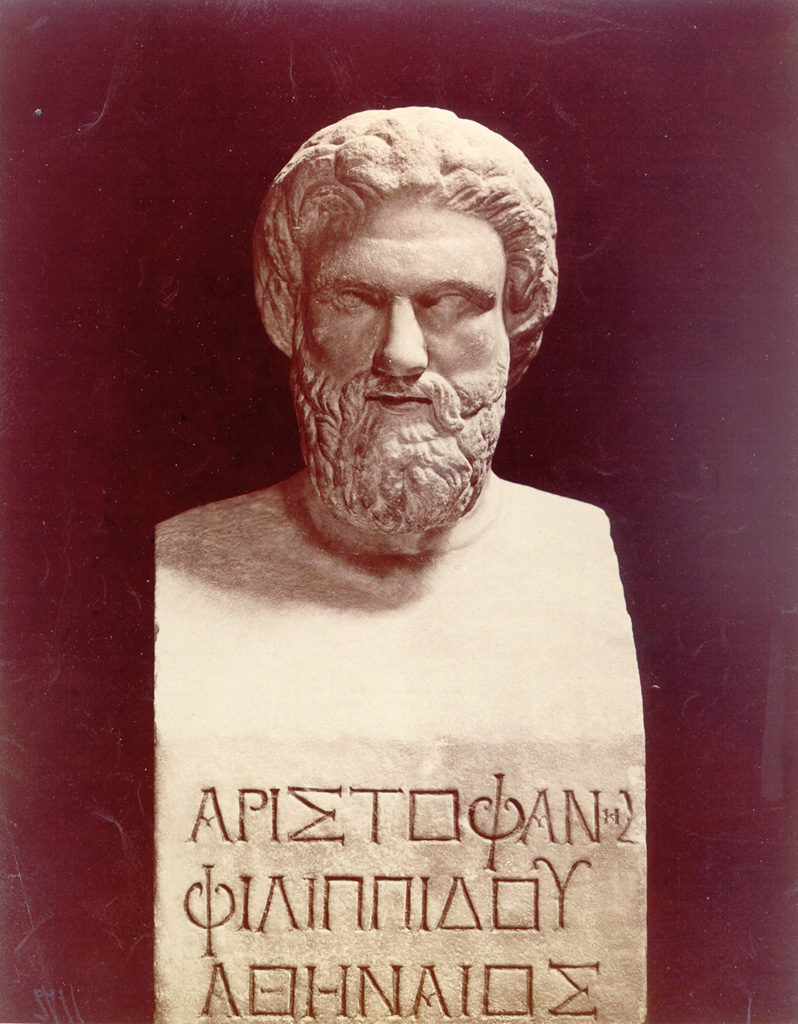
Busto di Aristofane

- 425 a.C. - Aristofane (Gli Acarnesi) - vittoria alle Lenee
- 424 a.C. - Aristofane (I Cavalieri) - vittoria alle Lenee
- 422 a.C. - Cantharus
- 414 a.C. - Amipsia (I gozzovigliatori)
- 405 a.C. - Aristofane (Le rane) - vittoria alle Lenee
- 402 a.C. - Cefisodoro
- 316 a.C. - Menandro (Il misantropo) - vittoria alle Lenee
- 290 a.C. - Poseidippo
- 278 a.C. - Filemone
- 185 a.C. - Laines
- 183 a.C. - Filemone
- 154 a.C. - Chairion

## Le Dionisie rurali
Le Dionisie rurali (in greco antico: Διονύσια τὰ κατ' ἀγρούς?) erano celebrazioni liturgiche organizzate dai demi dell'Attica principalmente nel mese di Posideone del calendario attico, corrispondente al dicembre del calendario giuliano.
Probabilmente i diversi demi celebravano queste feste in date differenti, perché è noto che gli appassionati erano soliti assistere a celebrazioni in luoghi diversi.
La festa in onore di Dioniso si celebrava in ringraziamento per il raccolto agricolo, soprattutto quello delle vigne. Si svolgeva una processione che può essere in parte ricostruita grazie alla testimonianza di un passo degli Acarnesi di Aristofane: in questa scena la processione era aperta dalla kanephoros (κανηϕόρος, "portatrice del cesto") che portava un dolce o un pane schiacciato in offerta; seguivano i portatori di "fallo" (ϕαλλοϕόρος) reggendo un fallo su un'asta (ciò in origine aveva lo scopo di propiziare la fertilità dei campi); chiudeva la processione Diceopoli, il protagonista della commedia, probabilmente in rappresentanza dei partecipanti alle feste. Plutarco riferisce di una precessione più semplice, in cui venivano portati un'anfora piena di vino, un tralcio di vite, un caprone, fichi secchi e un fallo. 
In vari demi si tenevano rappresentazioni drammatiche durante queste feste: al Pireo (dove si tenevano le feste più importanti) sono testimoniate rappresentazioni di tragedie e commedie, a Eleusi tragedie, commedie e ditirambo, a Ikarion tragedie, ad Aixone commedie.
L'organizzazione della festa era in mano al demarco, e la struttura della stessa doveva ricalcare, seppur in forma minore, quello delle Dionisie cittadine.